# Tapana
Tapana (auch: Tabana) ist eine mittlerweile unbewohnte Insel in der tonganischen Inselgruppe Vavaʻu.

## Geographie
Tapana bildet zusammen mit der Landzunge von Pangaimotu (Moaingatu) und der kleineren Schwester Afo im Norden eine eigene kleine Lagune südlich des Zentrums von Vavaʻu. Die Insel bildet den südlichen Rand dieser Lagune. Im Westen liegt Kapa.
Nach Süden und Osten schließen sich die Motus Lautala, Nukutahanga, Fanuatapu und Fafina an. Das Riff zieht sich im Bogen nach Südwesten, wo es mit der Inselgruppe von Taunga endet.
Zum Zeitpunkt des Zensus von 2016 lebten noch drei Bewohner auf der Insel. Mittlerweile ist Tapana unbewohnt.

## Klima
Das Klima ist tropisch heiß, wird jedoch von ständig wehenden Winden gemäßigt. Ebenso wie die anderen Inseln der Vavaʻu-Gruppe wird Tapana gelegentlich von Zyklonen heimgesucht.